# Kachigo
《Kachigo》是由林詩敏所創作的馬來西亞漫畫，創作期間為2009年至2016年。該作品作為馬來西亞首創科幻美食兒童漫畫系列。

## 創作與完結

### 創作靈感
《Kachigo》的創作靈感來自林詩敏對於不同經濟體系（即已開發國家、發展中國家與第三世界）在飲食文化上的差異觀察。隨著部分國家生活水平的提升，人們對飲食的要求趨向多樣化與精緻化，然而偏食與食物浪費問題亦日益嚴重，不少人更仰賴丸狀或液態營養補充品攝取營養。與此相對的是，第三世界國家的人民依然面臨糧食短缺與飢荒的困境。
該作品融合環保意識與美食文化，旨在透過漫畫形式，引導年幼讀者珍惜食材、關注糧食問題，並反思現代社會對飲食的態度。

### 創作過程
2009年，《Kachigo》開始於《漫頭》創刊號贈本連載。鄰近翌年，《Kachigo》馬來文期刊首次出版，隔四個月後也伴隨著中文版期刊登出。2011年，《Kachigo》總銷量破一百萬冊。2013年，《Kachigo》進入廚藝高手大比拼系列階段，以單行本形式售賣。2016年，《Kachigo》連載正式完結。

## 故事概要
《Kachigo》發生在經歷第三次世界大戰後的未來地球。因戰爭與環境污染導致生態崩壞，全球陷入糧食短缺危機，人們只能靠營養丸維生，進食變得機械而無趣。因此，能夠烹調出真正美味料理的廚師反而成為高地位的職業。美食學校成為熱門教育機構，學生學習如何創造新時代的料理。校內分為兩大派別：一派堅持使用天然食材追求傳統風味，另一派則以科技模擬味道、追求效率的速食料理為主流。主人翁Kachigo夢想成為能改變世界的未來廚師，並在傳統與科技的衝突中找尋屬於自己的味道。

## 登場人物
Kachigo（別名：Fox）
本作主人翁。特級廚王院學生。個性好動，勇於面對挑戰；意志堅定，對夢想追求不捨。時常與好友Moon和Puba作為搭檔。
Moon
堅強開朗、樂於助人的少女。作為Kachigo的一臂之力。
Puba
Kachigo的寵物。可將Kachigo的料理轉化成能量，並且供給他發揮力量。會隨著飲食的美味度增高能量。
Blade
狂妄又喜愛嘲諷他人的男孩。

## 出版書籍

### 期刊

#### 中文版
| 總冊數 | 每年冊數 | 書籍標題       | 出版日期   |
| ------ | -------- | -------------- | ---------- |
| 1      | 1        | 《特級廚王院》 | 2010年2月  |
| 2      | 2        | 《月熊王》     | 2010年3月  |
| 3      | 3        | 《月王降臨》   | 2010年4月  |
| 4      | 4        | 《廚魂》       | 2010年5月  |
| 5      | 5        | 《冰淚》       | 2010年6月  |
| 6      | 6        | 《魔菇》       | 2010年7月  |
| 7      | 7        | 《菇變》       | 2010年8月  |
| 8      | 8        | 《心願星》     | 2010年9月  |
| 9      | 9        | 《星逝》       | 2010年10月 |
| 10     | 10       | 《牛扭蛋》     | 2010年11月 |

| 總冊數 | 每年冊數 | 書籍標題       | 出版日期   |
| ------ | -------- | -------------- | ---------- |
| 11     | 1        | 《重逢》       | 2011年2月  |
| 12     | 2        | 《鐵燕》       | 2011年3月  |
| 13     | 3        | 《燕鐵石》     | 2011年4月  |
| 14     | 4        | 《杜杜》       | 2011年5月  |
| 15     | 5        | 《肥貓咪》     | 2011年6月  |
| 16     | 6        | 《餅乾人》     | 2011年7月  |
| 17     | 7        | 《罐頭比賽》   | 2011年8月  |
| 18     | 8        | 《海島驚險記》 | 2011年9月  |
| 19     | 9        | 《波波特》     | 2011年10月 |
| 20     | 10       | 《海底餐館》   | 2011年11月 |

| 總冊數 | 每年冊數 | 書籍標題       | 出版日期   |
| ------ | -------- | -------------- | ---------- |
| 21     | 1        | 《睡媽媽》     | 2012年2月  |
| 22     | 2        | 《火龍果果》   | 2012年3月  |
| 23     | 3        | 《空中飛馬》   | 2012年4月  |
| 24     | 4        | 有待考證       | 2012年5月  |
| 25     | 5        | 有待考證       | 2012年6月  |
| 26     | 6        | 《真假狐狸》   | 2012年7月  |
| 27     | 7        | 《記憶帽》     | 2012年8月  |
| 28     | 8        | 《時間球》     | 2012年9月  |
| 29     | 9        | 《七彩鳥》     | 2012年10月 |
| 30     | 10       | 《噴火咖哩蟹》 | 2012年11月 |

#### 馬來文版
| 總冊數 | 每年冊數 | 書籍標題                   | 出版日期   |
| ------ | -------- | -------------------------- | ---------- |
| 1      | 1        | 《Akademi Dapur Hebat》    | 2009年9月  |
| 2      | 2        | 《Transformasi Fox Merah》 | 2009年10月 |
| 3      | 3        | 《Beruang Bulan》          | 2009年11月 |

| 總冊數 | 每年冊數 | 書籍標題                | 出版日期   |
| ------ | -------- | ----------------------- | ---------- |
| 4      | 1        | 《Raja Beruang Bulan》  | 2010年1月  |
| 5      | 2        | 《Misteri Dapur》       | 2010年2月  |
| 6      | 3        | 《Air Mata Ais》        | 2010年3月  |
| 7      | 4        | 《Cendawan Ajaib》      | 2010年4月  |
| 8      | 5        | 《Cendawan Caca》       | 2010年5月  |
| 9      | 6        | 《Bintang Harapan》     | 2010年6月  |
| 10     | 7        | 《Melonjak Ke Bintang》 | 2010年7月  |
| 11     | 8        | 《Pertemuan Semula》    | 2010年8月  |
| 12     | 9        | 《Si Mata Bulat》       | 2010年9月  |
| 13     | 10       | 《Walet Emas》          | 2010年10月 |

### 合訂本

#### 期刊
- 《特級廚王院》
- 《月熊王》
- 《廚魂》
- 《魚子菇》
- 《心願星》
- 《牛扭蛋》
- 《勇闯铁燕牢》
- 《智斗美人鱼》

#### 廚藝高手大比拼系列
1. 《日本：拉麵館大驚魂》，2013年
2. 《韓國：尋找人參王》，2013年
3. 《台灣：追擊獵人王》，2013年
4. 《香港：麻辣美廚王》，2013年
5. 《中國：鐵甲火龍王》，2014年
6. 《泰國：怒吼霸象王》，2014年
7. 《馬來西亞（沙巴、砂拉越）：絕岭盜樹王》，2014年
8. 《日本（北海道）：地獄谷料理王》，2014年
9. 《印尼：火島蜥蜴王》，2015年
10. 《意大利：帝国斗兽王》，2015年
11. 《澳洲：驚悚幽靈船》，2015年
12. 《缅甸、老挝、柬埔寨、越南：变异龙称霸》，2015年
13. 《汶萊、菲律賓：黃金港魔咒》，2016年
14. 《馬來西亞、新加坡：震怒火猴王》，2016年
15. 《巴西：亞馬遜危機》，2016年
16. 《北歐五國：巨龍王崛起》，2016年

## 外部連結
- 林詩敏Blogspot （中文）
- Forum Kachigo Blogspot （马来文）